# Корнерева (комуна)
Корнерева (рум. Cornereva) — комуна у повіті Караш-Северін в Румунії. До складу комуни входять такі села (дані про населення за 2002 рік):
- Ізвор (94 особи)
- Інелец (24 особи)
- Арсурі (53 особи)
- Богилтін (225 осіб)
- Божія (170 осіб)
- Боруджі (32 особи)
- Грунь (60 осіб)
- Добрая (23 особи)
- Доліна (39 осіб)
- Збегу (172 особи)
- Зеноджі (125 осіб)
- Змоготін (102 особи)
- Зойна (70 осіб)
- Камена (125 осіб)
- Козія (147 осіб)
- Корнерева (304 особи) — адміністративний центр комуни
- Костіш (33 особи)
- Краку-Маре (26 осіб)
- Краку-Теюлуй (64 особи)
- Лунка-Зайчій (100 осіб)
- Лунка-Флорій (70 осіб)
- Местякен (35 осіб)
- Неджудін (105 осіб)
- Обіца (39 осіб)
- Погара-де-Сус (212 осіб)
- Погара (45 осіб)
- Пояна-Лунге (53 особи)
- Прісечина (30 осіб)
- Пріслоп (82 особи)
- Руштін (103 особи)
- Скерішоара (25 осіб)
- Стругаска (48 осіб)
- Студена (61 особа)
- Суб-Кринг (36 осіб)
- Суб-Плай (104 особи)
- Топла (163 особи)
- Хора-Маре (83 особи)
- Хора-Міке (37 осіб)
- Цацу (44 особи)
- Чирешел (40 осіб)

Комуна розташована на відстані 298 км на захід від Бухареста, 49 км на південний схід від Решиці, 120 км на південний схід від Тімішоари, 137 км на північний захід від Крайови.

## Населення
За даними перепису населення 2002 року у комуні проживали 3403 особи.
Національний склад населення комуни:
| Національність | Кількість осіб | Відсоток |
| -------------- | -------------- | -------- |
| румуни         | 3402           | > 99,9%  |
| українці       | 1              | < 0,1%   |

Рідною мовою назвали:
| Мова       | Кількість осіб | Відсоток |
| ---------- | -------------- | -------- |
| румунська  | 3402           | > 99,9%  |
| українська | 1              | < 0,1%   |

Склад населення комуни за віросповіданням:
| Релігія            | Кількість осіб | Відсоток |
| ------------------ | -------------- | -------- |
| православні        | 3398           | 99,9%    |
| баптисти           | 2              | 0,1%     |
| римо-католики      | 1              | < 0,1%   |
| не вказали релігію | 1              | < 0,1%   |